# Wii Fit Plus
Wii Fit Plus (яп. Wiiフィットプラス) — видеоигра в стиле фитнес от Nintendo для домашней игровой консоли Nintendo Wii. Игра — расширенная версия Wii Fit. Игра была выпущена в Японии 1 октября 2009 года. В дополнение к оригинальной Wii Fit, Wii Fit Plus включает в себя 15 новых игр на баланс и аэробику (именуемые «Training Plus») и шесть новых видов силовых тренировок и йоги. В числе нововведений счётчик калорий, он даёт пользователям понять как потратить лишние килокалории. Также появляется функция взвешивания животных.
Wii Fit Plus продаётся в комплекте с Wii Balance Board, а также без него. Большинство игр для одного игрока, но есть несколько многопользовательских игр, которые позволяют играть 8 игрокам (или меньше) по очереди с помощью одного Wii Balance Board.

## Новые игры
В Wii Fit Plus есть все игры Wii Fit, 15 новых игр на баланс/аэробику (в отдельной категории «Training Plus») и шесть игр на йогу/силовые тренировки (располагаются они в разделах Yoga и Strength Training).
- Yoga
  - Spine Extension
  - Gate
  - Grounded V
- Strength Training
  - Balance Bridge
  - Single-Leg Reach
  - Side Lunge
- Training Plus игры помеченные звёздочкой (*) это улучшения игр оригинальной Wii Fit.
  - Perfect 10
  - Island Cycling
  - Rhythm Kung-Fu
  - Driving range
  - Segway Circuit
  - Bird’s-Eye, Bulls-Eye
  - Snowball Fight
  - Obstacle Course
  - Tilt City
  - Rhythm Parade
  - Big Top Juggling
  - Skateboard Arena
  - Table Tilt Plus*
  - Balance Bubble Plus*
  - Basic Run Plus*

## Отзывы
| Сводный рейтинг | Сводный рейтинг |
| Агрегатор       | Оценка          |
| --------------- | --------------- |
| GameRankings    | 80,83 %         |

Wii Fit Plus получил положительные отзывы от критиков. IGN дал Wii Fit плюс 8.2. баллов, GameTrailers дал ему 7.5 из 10, GameSpot дал ему 7.5 из 10, официальный журнал Nintendo дал ей 91 %, 1UP дал ей A-, X-Play дал ей 4 из 5.